# Neutralitetsvakten
Neutralitetsvakt är ett ord som används om Sveriges försvars samlade resurser och insatser under första och andra världskriget.

## Infanteriet
Under neutralitetsvaktens första skede kom de så kallade landstormsgubbarna att bli den populäraste symbolen för Sveriges fredsvilja. Landstormen byggde i stor utsträckning på frivilliga insatser. Landstormsmännens bristfälliga utrustning blev omtalad. På många håll uppträdde fosterlandets försvarare i halmhattar och plommonstop. 
Senare på hösten 1914 avlöstes landstormen av linjetrupper, vilket blev nödvändigt när man närmade sig vintern; för denna årstid saknade landstormen utrustning. Bilden av de "civilt utrustade" och inte alltid så spänstiga landstormsgubbarna blev mycket populär – så populär att många glömde bort "den aktiva armén", dvs linjearmén. Denna var i själva verket ganska väl rustad för sina uppgifter och stod vid krigets början på en förhållandevis bra nivå med internationella mått mätt. 

## Marinen
Den tyngsta uppgiften vilade på sjöförsvaret. Man konvojerade både svenska och utländska handelsfartyg i Östersjön. Men med de långa kusterna var det omöjligt att konvojera alla. Omkring ett hundratal gånger fick flottan ingripa när tyska eller ryska krigsfartyg försökte uppbringa fartyg från fiendeland som gick i svenskt territorialvatten. Under hela kriget var minsvepning och jakten på drivande minor en mycket viktig del av marinens uppgifter. I genomsnitt 80 minor oskadgliggjordes varje månad.

## Flygvapnet
Det svenska militärflyget var ungt. Det omfattade vid krigsutbrottet fyra plan. Arméns första och tills vidare enda flygkompani tillkom 1916 och var förlagt till Malmslätt, där det ingick i Fälttelegrafkåren. Svenska marinens flygväsen hade några sjöflygplan, "flygbåtar", och var förlagt huvudsakligen till Flottans varv i Stockholm. Armén och marinen hade även ballongväsen, som vid mobiliseringen tillgodosåg kustfästningarnas behov av spaning.